# Alfred Chobaut
Le docteur Alfred Chobaut est un médecin entomologiste français, né à Salins (Jura) le 19 octobre 1860 et mort à Avignon (Vaucluse) le 3 février 1926, spécialiste des coléoptères. 

## Carrière
Il s'est particulièrement intéressé à la faune entomologique de Provence, du Mont Ventoux (où il inventorie près de 1600 espèces) à la Camargue, en passant par les Alpilles. Il mène également plusieurs explorations en Afrique du Nord et au Sahara, de 1893 à 1902, puis en 1922-1923. Il a légué son importante collection à l'entomologiste Charles Fagniez, par lequel elle est finalement entrée au Muséum d'Histoire naturelle en 1942.
Ses archives personnelles sont conservées aux Archives départementales de Vaucluse. Il est le père de l'archiviste Hyacinthe Chobaut (1889-1950).